# Аутлев, Пшимаф Улагаевич
Пшимаф Улагаевич Аутлев (5 марта 1927, а. Хакуринохабль — 14 декабря 1991) — советский археолог, кандидат исторических наук (1961), первый специалист по палеолиту в Республике Адыгея, первооткрыватель многочисленных палеолитических стоянок на Северном Кавказе, в том числе Абадзехской нижнепалеолитической стоянки и ряда стоянок древнего человека в Губском ущелье.

## Биография
Пшимаф Улагаевич Аутлев родился 5 марта 1927 г. в а. Хукуринохабль в семье знаменитого пщинао Адыгеи Олягея (Улагая) Касполетовича Аутлева.
В 1943—1946 годах П. У. Аутлев обучается в Учительском институте (ныне — Адыгейский государственный Университет) в г. Майкоп. В 1947 г. поступает на исторический факультет в пединститут в г. Краснодар, но затем переводится и заканчивает пединститут в г. Ростов-на-Дону, получив диплом учителя истории.
С 1948 по 1957 гг. П. У. Аутлев работает в системе народного образования учителем истории средней школы № 4 в а. Мамхег, директором средней школы № 21 в а. Уляп, инспектором школ облОНО.
В 1957 г. поступает в аспирантуру АН Грузинской ССР в г. Тбилиси.
В 1961 г. П. У. Аутлев защитил кандидатскую диссертацию по палеолиту Северо-Западного Кавказа, в основу которой были положены материалы Абадзехской стоянки на р. Фьюнт.
С 1960 г. работал в Адыгейском научно-исследовательском институте экономики, языка, литературы и истории сначала научным сотрудником сектора археологии, позже — руководителем сектора археологии.
Был женат, дочь — Эмилия Пшимафовна Аутлева — работает в Национальном музее Республики Адыгея.

## Научная деятельность
Пшимафу Улагаевичу Аутлеву принадлежит честь первооткрывателя и первого исследователя не менее 85 памятников древнекаменного века на территории Северо-Западного Кавказа. Его руками собрана, описана, систематизирована коллекция археологических предметов насчитывающая, по некоторым оценкам, более 200 тысяч артефактов, которая сегодня составляет основу палеолитической коллекции Национального музея Республики Адыгея.
П. У. Аутлев открыл первое уникальное местонахождение палеолита в Адыгее около ст. Абадзехской. В 1963 г. опубликована монография П. У. Аутлева «Абадзехская нижнепалеолитическая стоянка».
В 1961 г. П. У. Аутлев открывает для науки пещерные стоянки Губского ущелья. Исследования открытых П. У. Аутлевым стоянок в 1960—1964 гг. осуществляла Адыгейская археологическая экспедиция во главе с П. У. Аутлевым, начиная с 1975 г. — совместная Ленинградско-Адыгейская экспедиция под руководством В. П. Любина и П. У. Аутлева. Мустьерские памятники в долине Губса представлены 13 разновозрастными местонахождениями и стратифицированными стоянками, среди которых наиболее известны Монашеская и Баракаевская пещеры, Губский навес № 1 (нижний слой). Верхнепалеолитические отложения представлены во многих стоянках, в том числе в Губских навесах № 1, № 2, № 3, № 4, № 6 и Губском навесе № 7 (навес Сатанай), пещерах Русланова, Двойная, Касожская и др. Среди ярких открытий на стоянках Губского ущелья — находки останков кроманьонца в навесе Сатанай (Губский навес № 7) и останков неандертальца в Баракаевской пещере.
В 1966 г. в Лабинском и Майкопском районах исследуются Среднехаджохское и Верхнебалковское поселения, Даховская стоянка. Изучаются наскальные изображения Уруштена.  В 1967 г. П.У. Аутлев проводит изучение поселения Новосвободное I. В верховьях реки Пшехи в Апшеронском районе открыл Тугупскую стоянку.
П. У. Аутлев являлся постоянным членом Президиума Адыгейского областного отделения охраны памятников истории и культуры. По его инициативе в Институте стали регулярно издаваться материалы и сборники по археологии Адыгеи.

## Основные научные труды
— Аутлев П. У. 1963. Абадзехская нижнепалеолитическая стоянка. Монография. Майкоп: Адыгейское книжное издательство. 223 с.
— Аутлев П. У. 1964. Губская палеолитическая стоянка // Советская Археология. № 4.
— Аутлев П. У. 1966. К вопросу о возрасте Майкопской плиты. // Вестник древней истории. № 2.
— Аутлев П. У. 1969. Разведка памятников каменного века в Прикубанье. // Археологические открытия 1968 г.
— Аутлев П. У. 1970. Разведки по Псекупсу, Тухе, Тугупсу и Малой Лабе. // Археологические открытия 1969 г.
— Аутлев П. У. 1970. Раннемустьерские местонахождения бассейна р. Лабы. // Учёные записки АНИИ, т.11. Майкоп.
— Аутлев П. У. 1971. Среднехаджохское раннепалеолитическое поселение. // Материалы и исследования по археологии СССР. № 173.
— Аутлев П. У. 1972. Новые памятники бронзового века Прикубанья. «Сборник материалов по археологии Адыгеи». т. 3.
— Аутлев П. У. 1972. Новые раннесредневековые памятники бассейна р. Лабы. «Сборник материалов по археологии Адыгеи». т. 3.
— Аутлев П. У. 1973. Мустьерская стоянка в Губском навесе I. Сборник «Кавказ и Восточная Европа в древности». Москва.
— Аутлев П. У. 1973. Мустьерская стоянка в Губском навесе I. // Краткие сообщения Института Археологии. № 137.
— Аутлев П. У. 1977. Из исследований верхнепалеолитических индустрий Прикубанья. // Советская Археология. № 3.
— Аутлев П. У. 1977. Костяной инвентарь стоянки Сатанай. // «Сборник трудов по Археологии Адыгеи». Майкоп.
— Аутлев П. У. 1977. Тугупское верхнепалелеолитическое местонахождение. // Сборник трудов по Археологии Адыгеи. Майкоп.
— Аутлев П. У. 1977. Новая стоянка в Губском навесе I и её место в верхнем палеолите Кавказа. // Сборник трудов по археологии Адыгеи.
— Аутлев П. У. 1980. Изучение палеолита Закубанья. // Археологические открытия 1979 г.
— Аутлев П. У. 1981. Нижний и средний палеолит Кубанского Кавказа. // Сборник «Вопросы Археологии Адыгеи».
— Аутлев П. У. 1981. Русланова пещера — новый памятник палеолита Прикубанья. // Краткие сообщения Института Археологии. Вып. 165.
— Аутлев П. У., Любин В. П. 1994. История исследования палеолита Губского бассейна. // Сборник «Неандертальцы Гупсского ущелья».
— Любин В. П., Аутлев П. У. 1994 Каменный инвентарь мустьерского слоя // Сборник «Неандертальцы Гупсского ущелья».